# Бохемизам
Бохемизми или чехизми, су речи и изрази који су позајмљени или изведени из чешког језика. Некадашњи израз изведен је из историјског назива Бохемија за Чешке земље.
Најпознатији боемизми, унети у буквално све језике, су "робот", "полка" и "пиштољ".
Многи бохемизми повезани су са црквом и литургијом, ушли су у пољски језик у средњем веку током христијанизације Пољске, под утицајем моравске и боемске традиције. Многи од њих су на крају настали из латинског, литургијског језика.
Анализа бохемизама важан је аргумент хипотезе Едварда Л. Кенана о ауторству Приче о Игоровој кампањи.